# 2017 en droit
Cet article présente les faits marquants de l'année 2017 en droit.

## Naissances et décès
- Naissances

- Décès
  - 11 janvier : Pierre Arpaillange, magistrat et ministre de la Justice, né en 1924, mort à 92 ans.

## Événements par nature juridique

### Résolutions du Conseil de sécurité des Nations unies
- Liste des résolutions du Conseil de sécurité des Nations unies adoptées en 2017